# Breznay Gábor
Breznay Gábor (Gabor Breznay) (Budapest, 1956. április 6. – 2022. április 13.) Párizsban élt magyar festőművész.

## Életpályája
A Képző- és Iparművészeti Gimnáziumban érettségizett. 1975 óta Párizsban élt. Művészeti tanulmányait a párizsi École des Beaux-Arts-on végezte 1976–1982 között. Rendszeresen kiállít Franciaországban és az európai országokban.
Festészetében a 70-es évek expresszionista elemeit a 80–90-es években a Figuration narrative és a Pop-art váltotta fel. A párizsi Bastille tér környéki művésznegyedben lévő műtermében alkot. A Père-Lachaise temetőben helyezték örök nyugalomra.

## Alkotásai
- 2009 Installáció a párizsi Colbert Parkban október hó folyamán
- 1999 Városi plakát Pontoise város megrendelésére
- 1990 A Telefonember, 3 dimenziós műalkotás a France Telecom megrendelésére

## Egyéni kiállítások
- 2007 Galerie Art…Point de Suspension, Florac
- 2000 Galerie A Part, Párizs
- 2000 Espace Icare, Issy-les-Moulineaux
- 1994 Conseil Régional d'Île de France, Párizs
- 1991 Tour Saint Aubin, Angers
- 1987 Galerie Bernanos, Párizs
- 1983 Galerie Limugal, Párizs

## Csoportos kiállítások
- 2009 Mairie du 11e, Párizs
- 2006 Artistes à la Bastille, Párizs
- 2003 Galerie Globart, Rouen
- 2001 "13 en Vue", Párizs
- 2000 Mednyánszky Társaság, Budapest
- 2001 Carré d'Artistes, Aix-en-Provence
- 2001 Galerie Bernanos, Párizs
- 1996 Galerie Samagra, Párizs
- 1995 Galerie Origin, Orléans
- 1993 Salon de Printemps, Clichy (Hauts-de-Seine)
- 1990 Art et Téléphones, Párizs
- 1988 Novembre à Vitry, Vitry-sur-Seine
- 1985 Biennale des Friedens, Hamburg
- 1983 Art Expo Dallas, Dallas